# Hay (reka v Kanadi)
Hay (angleško Hay River) je reka v Kanadi, katere porečje se razteza na severu Alberte in jugu Severozahodnih teritorijev.
Reka Hay izvira v šotišču na severozahodu Alberte. Najprej teče v zahodni smeri ter njena glavna struga v obliki meandra kratko poteka skozi območje na severovzhodu Britanske Kolumbije. Ko se obrne nazaj proti Alberti, začne potekati v vzhodni smeri, po vrnitvi na ozemlje Alberte pa teče v severni in severovzhodni smeri. Po prehodu v Severozahodne teritorije na glavni strugi reke Hay ležita velika slapova Alexandra in Louise. Kmalu zatem se pri majhnem mestu Hay River izliva v Veliko suženjsko jezero, kar pomeni, da je s svojim porečjem del porečja Mackenziejeve reke in s tem tudi del največjega rečnega sistema v Kanadi.
Glavna struga reke Hay je dolga 702 kilometra, medtem ko površina njenega porečja znaša približno 48.200 km². Porečje reke Hay vključuje številne manjše reke, potoke in jezera. Manjše reke, ki se izlivajo v glavno strugo reke Hay, so Chinchaga, Meander, Steen, Melvin in Little Hay. Jezero Rainbow predstavlja enega najširših delov glavne struge reke Hay.